# Chanoines réguliers de la Sainte-Croix
Pour les articles homonymes, voir OSC.
Les chanoines réguliers de la Sainte-Croix ou Croisiers (en latin Canonici Regulares Ordinis Sanctae Crucis), appelés autrefois à Paris chanoines de la Sainte-Croix de la Bretonnerie forment un institut religieux masculin de chanoines réguliers.

## Histoire de l'ordre

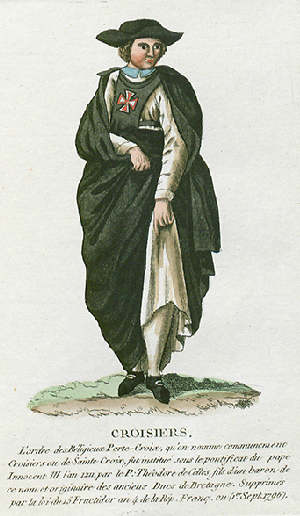
Croisiers.

### Débuts
L'ordre est fondé en 1211 par Théodore de Celles, chanoine de Liège.
À son retour de la troisième croisade, Théodore de Celles rassemble autour de lui trois compagnons, prêtres comme lui. Ils se retirent au lieu-dit Clarus locus, Clairlieu (oratoire Saint-Thibaut), près de Huy (aujourd'hui en Belgique), en partie par réaction à la vie facile et parfois licencieuse de certains chanoines de l'époque. Théodore de Celles est épris de la sainte Croix, symbole de la mort et de la résurrection du Christ, croix que les croisés avaient cousue sur leur vêtement. Les fratres sanctae Crucis désirent mener la vita apostolica telle qu'elle est décrite dans les Actes des Apôtres : « La multitude des croyants n'avait qu'un cœur et qu'une âme. Nul ne disait sien ce qui lui appartenait, mais entre eux tout était commun ».
L'initiative est approuvée par Honorius III et confirmée par le premier concile de Lyon en 1245. Les constitutions de l'ordre sont approuvées en 1248 par Innocent IV.
Les chanoines méditant surtout sur la Passion du Christ et la Croix, on les appelle Frères de Sainte-Croix, Porte-Croix ou Croisiers. Ils s'occupent des gens qui ont pris la route, pèlerins et croisés, en leur offrant le gîte. Bien vite, d'autres monastères voient le jour aux Pays-Bas (Belgique et Hollande), en France, en Angleterre et en Rhénanie comme en Westphalie. Les prieurés comptent, en général, une dizaine ou une douzaine de membres, prêtres et frères.
Le roi saint Louis en fait venir quelques-uns à Paris et leur donne, en février 1258, des maisons dont certaines appartenaient à Robert de Sorbon, à qui il les échange. Les religieux y annexent une église qu'ils font bâtir sur les dessins de Pierre de Montreuil et y demeurent jusqu'au XVIIIe siècle. Les bâtiments seront détruits au début du siècle suivant et il ne subsiste de leur existence que l'actuel passage Sainte-Croix-de-la-Bretonnerie joignant cette rue à la rue des Archives.

### Renouveau
À la fin du XIVe siècle, l'ordre souffre du grand schisme d'Occident et de la guerre de Cent Ans. Mais au chapitre général de 1410, une profonde réforme voit le jour sous l'influence de la Devotio moderna, un courant novateur aux Pays-Bas.
Le XVe siècle est un siècle d'or pour l'ordre : de nombreuses fondations deviennent des centres de spiritualité et de culture. En témoignent les nombreux antiphonaires et graduels richement illuminés, exécutés dans les scriptoria des couvents, les manuscrits et livres précieux dans les bibliothèques.
Grâce à cette revitalisation en profondeur, l'ordre ne subit pas trop les conséquences fâcheuses de la Réforme du XVIe siècle, bien que quelques prieurés en Allemagne et aux Pays-Bas passent, prieur en tête, au protestantisme. En Angleterre, le roi Henri VIII supprime tous les couvents en 1538, ce qui signe la fin de la présence de l'ordre dans ce pays.
En Allemagne et aux Pays-Bas, l'ordre prend part activement à la Contre-Réforme après le concile de Trente : il reçoit de plus en plus des tâches pastorales et plusieurs églises conventuelles deviennent des églises paroissiales.

### Déclin

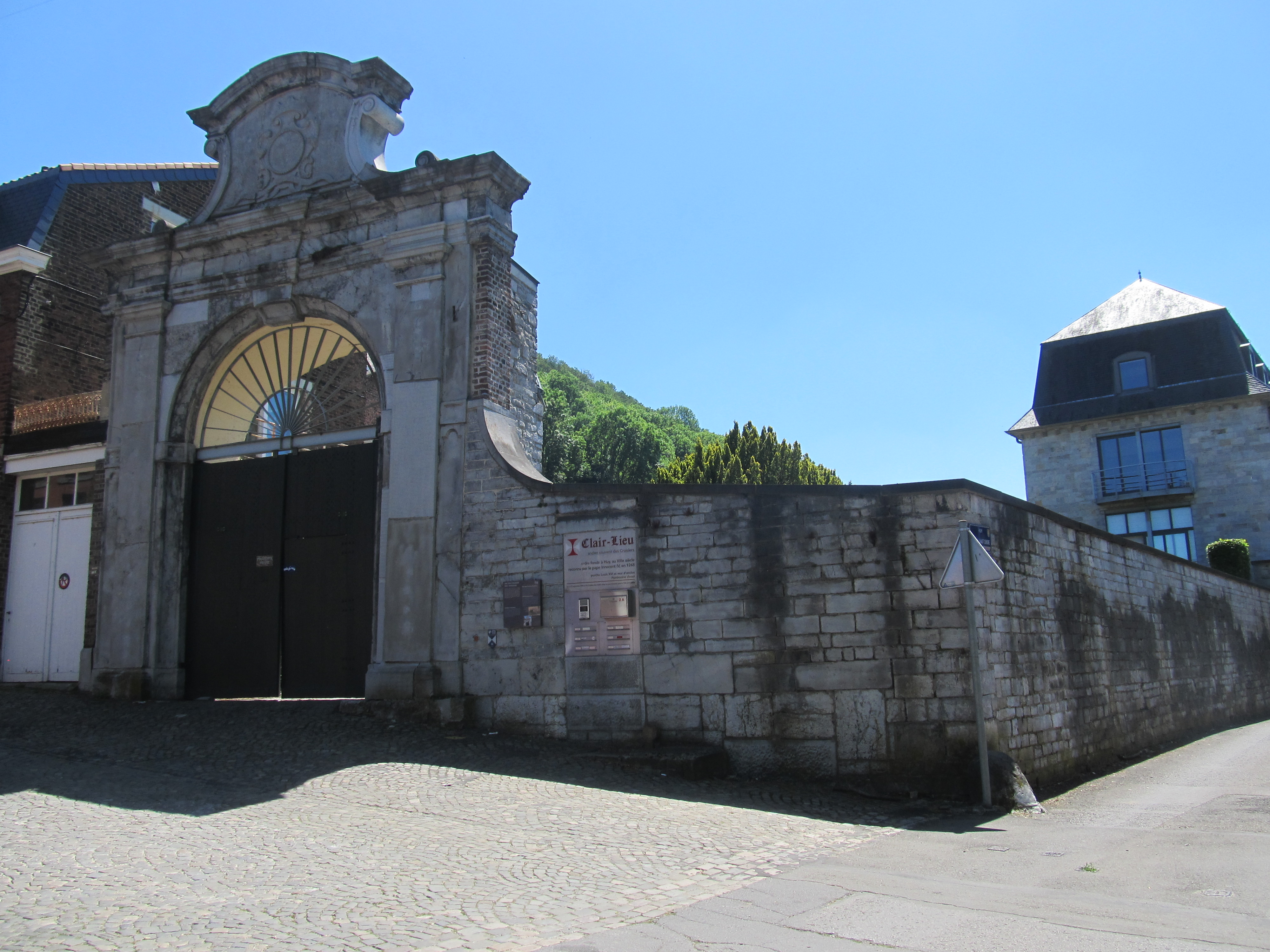
Le couvent des Croisiers de Huy (Belgique).

Les XVIe et XVIIe siècles voient diminuer le nombre des frères de la Sainte-Croix qui se font alors appeler Croisiers, Kreuzherren (en allemand), Kruisheren (en néerlandais) et au siècle des Lumières, l'ordre est à bout de souffle.
En France, après avoir étendu son rayonnement, notamment à partir du XVe siècle, l'ordre va régresser et en 1769 il ne compte plus que cinquante-deux chanoines répartis sur une douzaine de maisons. La commission des réguliers, mise en place par Louis XV à la demande de l'Assemblée du clergé pour procéder à une réforme des communautés religieuses, dirigée par Loménie de Brienne, décide de supprimer certaines communautés.'
La Révolution française manque de lui donner le coup de grâce : après les sécularisations, il ne reste aux Croisiers que deux couvents aux Pays-Bas, Sint-Agatha-Cuijk et Uden. Le roi protestant Guillaume Ier ne permet pas que les couvents accueillent des novices. Quand Guillaume II, son successeur, lève cet interdit, il ne reste que quatre pères.
À ce moment, des prêtres diocésains désireux d'entrer dans l'ordre donnent à celui-ci une autre direction, l'ordre devient plus apostolique, tout en maintenant des caractéristiques d'un ordre contemplatif comme l'office divin prié en commun. Des écoles secondaires sont fondées, ainsi qu'un petit séminaire d'où sortiront beaucoup de croisiers mais également de futurs prêtres diocésains et d'autres religieux.
À la fin de l'Ancien Régime, les Croisiers voient leur couvent du Clair-Lieu à Huy saisi par les révolutionnaires, malgré l'opposition vigoureuse et courageuse de son dernier général, le Père Jacques Dubois (Liège 1730-Liège 1796), qui meurt de maladie et d'épuisement, échappant de justesse à l'échafaud.

## Époque moderne

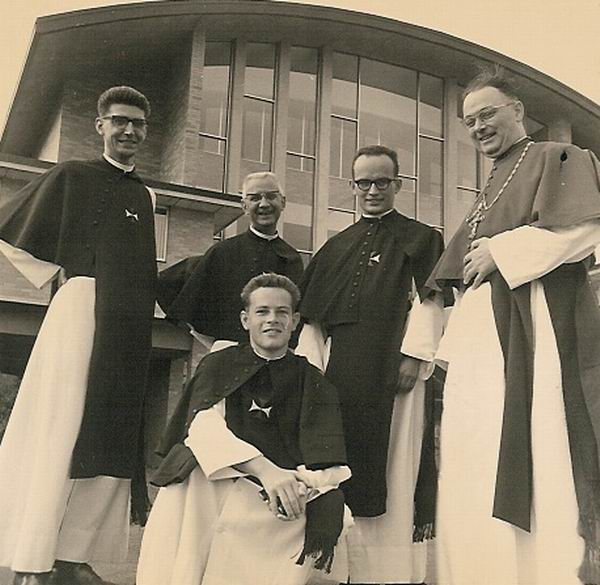
Photographies de croisiers aux États-Unis en 1964.

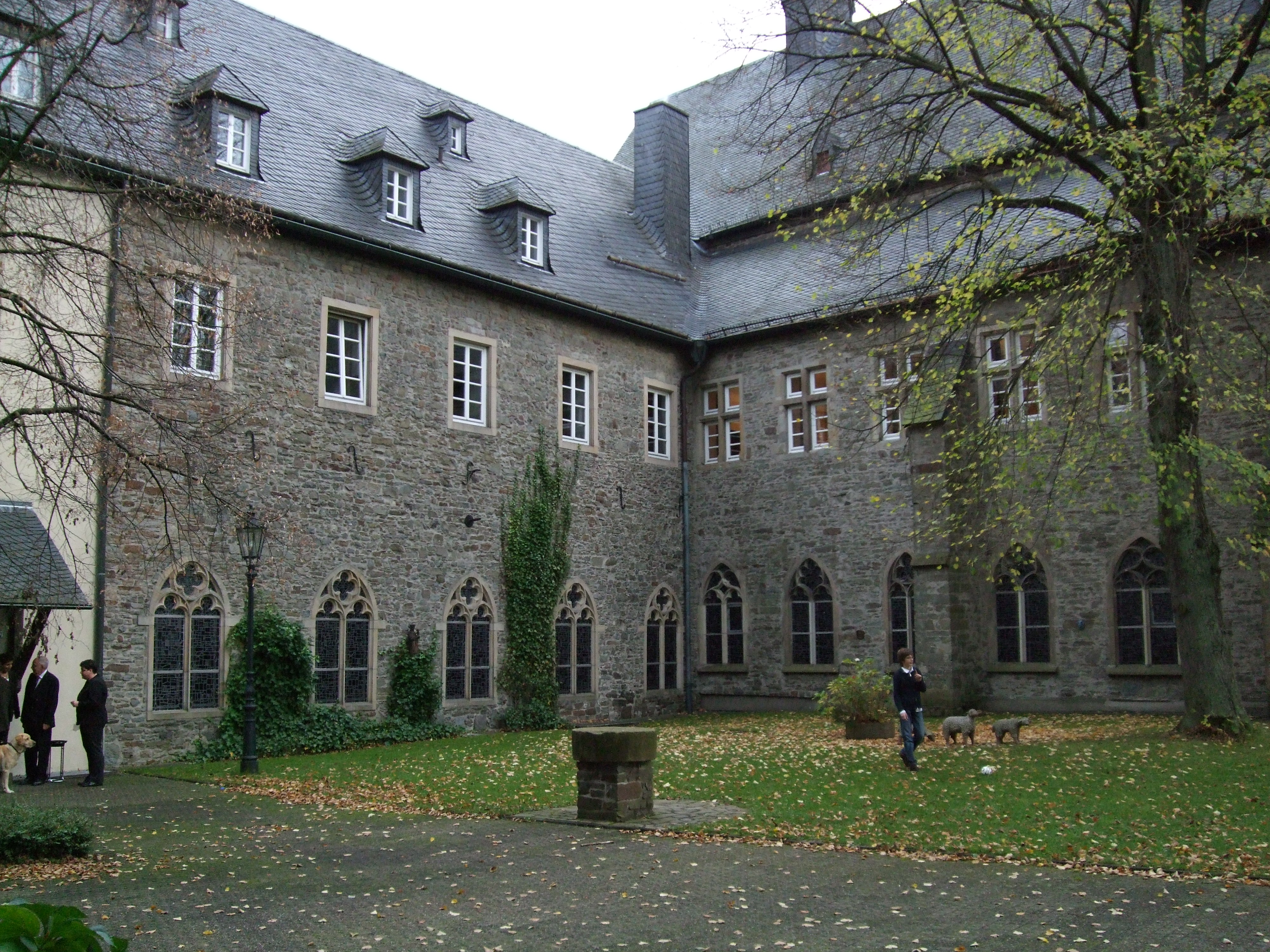
Intérieur du couvent de Wuppertal-Beyenburg en Allemagne.

En 1840, il ne reste plus que deux monastères de l'ordre de la Sainte-Croix. À cette époque, les chanoines raniment leurs deux fondations grâce à l'action du P. van den Wijmelenberg qui devient le nouveau maître de l'ordre (il n'y a plus que cinq chanoines, comme au début de leur fondation) et qui est véritablement le second fondateur de l'ordre. Ils en augmentent donc le nombre, retournant vers les couvents abandonnés et en fondant de nouveaux en Belgique, aux Pays-Bas, en Allemagne, en Autriche. L'ordre prend pied aux États-Unis avec les émigrants et s'implante au Congo belge (1920), en Indonésie (1926) et au Brésil (1934).
En 1953, il revient à l'appel du cardinal Frings, en Rhénanie dans l'archidiocèse de Cologne. Un couvent est fondé à Elberfeld (Wuppertal) et les chanoines retournent au couvent d'Ehrenstein, dans le Westerwald, pour en faire le noviciat de la province, mais ils le quittent en 1998. Ils retournent également en 1964 au couvent de Beyenburg (Wuppertal), où ils avaient été chassés au début du XIXe siècle, et accueillent désormais une partie des reliques de sainte Odile de Cologne (de) (Ve siècle). Aujourd'hui, les croisiers allemands ne sont plus qu'au couvent de Beyenburg (Steinhaus), et dans des petites communautés en ville. Le couvent Sainte-Ursule d'Elberfeld (Wuppertal) a fermé en 2005.
Sous l'effet de la sécularisation qui suit le concile Vatican II, le nombre de vocations recule en Europe, tandis que l'ordre se développe au Congo (soixante-deux Congolais sont en formation en 2011), en Indonésie et au Brésil, et reprend des forces aux États-Unis. Les trois provinces européennes fusionnent en l'an 2000. En dehors de la maison généralice à Rome, les chanoines réguliers de la Sainte-Croix sont au nombre de 108 en Europe, dont douze en Allemagne (dont sept vivent au couvent de Beyenburg, le reste en petites communautés en Rhénanie et en Basse-Saxe).
Il compte actuellement environ 500 membres. Le prieur provincial d'Europe est le P. Peter Snijkers (belge) qui réside au couvent Sainte-Agathe.

### Martyrs du Congo
Les croisiers d'Afrique fêtent le 30 mai de chaque année le martyre de vingt-trois membres belges de l'ordre brutalement assassinés par des rebelles Simba au Congo belge. Deux sont morts à Dakwa en novembre 1964 et vingt-et-un autres à Buta, le 21 mai 1965, à coups de poignards et de machettes.

### Europe

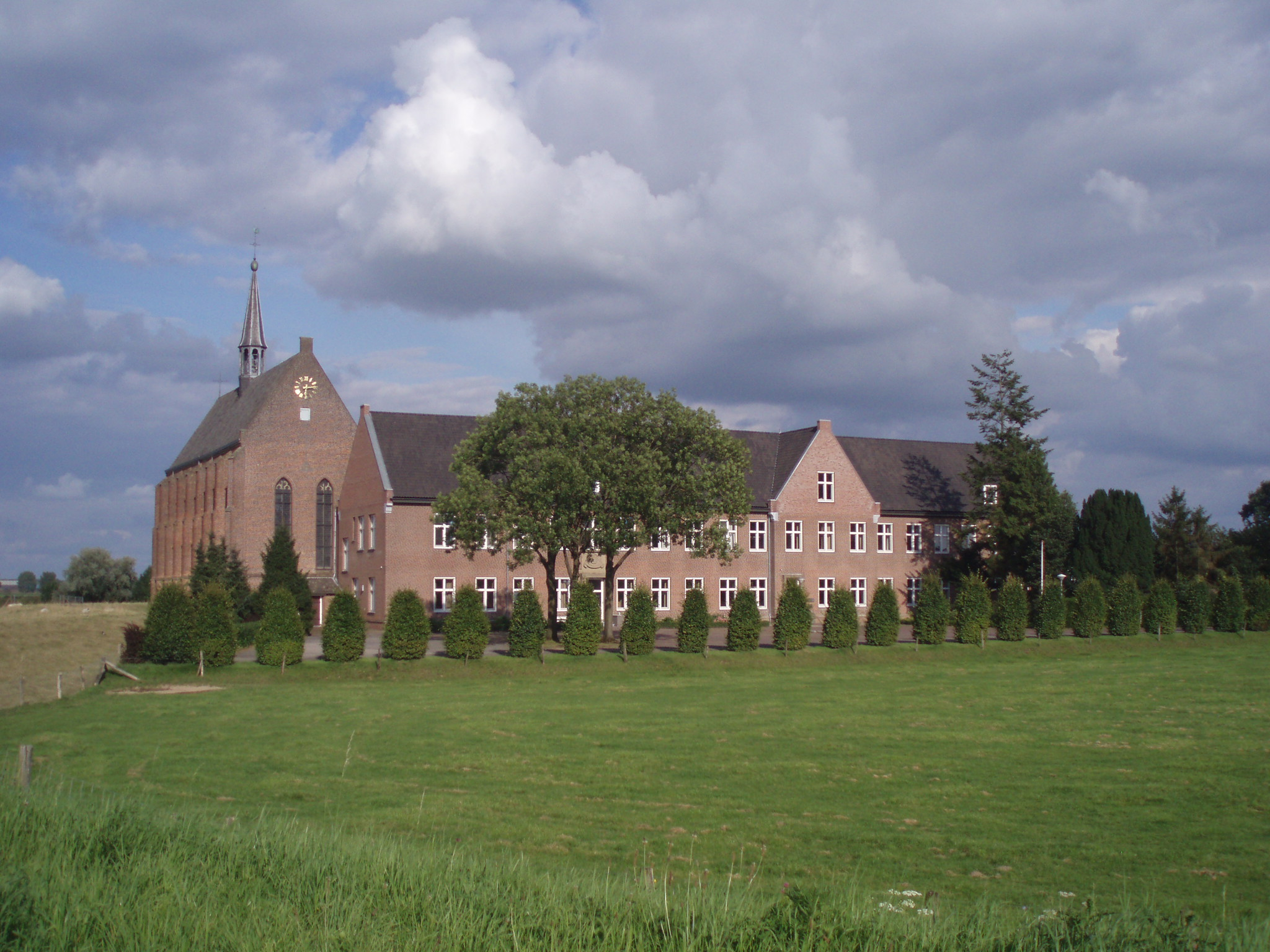
Vue du couvent Sainte-Agathe.

La province Bienheureux Théodore de Celles a vu le jour en l'an 2000, après la fusion des trois provinces européennes précédentes. La Belgique compte cinq communautés à Diest, Maaseik, Hannut, Hasselt et Denderleeuw. Les chanoines sont présents dans trois écoles (dont une paroissiale à Hasselt). Ils animent la pastorale et l'accueil de personnes en détresse. Les Pays-Bas comptent trois communautés conventuelles à Sainte-Agathe (maison-mère et siège du provincialat), Uden (qui est devenu un couvent d'accueil pour les chanoines âgés) et Nimègue (qui fait office de procure des missions et de centre de retraite spirituelle).

## Règle
L'ordre suit la règle de saint Augustin, à l'instar de l'ordre des Prêcheurs (Dominicains), institué à la même époque. Les constitutions dominicaines, adaptées aux besoins propres des frères de la Sainte-Croix, ont servi de base à ses constitutions.
Les constitutions et les statuts généraux actuels, adoptés par le chapitre général de 2003 ont été promulgués le 8 août 2003 par Mgr Glen Lewandowski, O.S.C., maître de l'ordre.

## Activités et diffusion

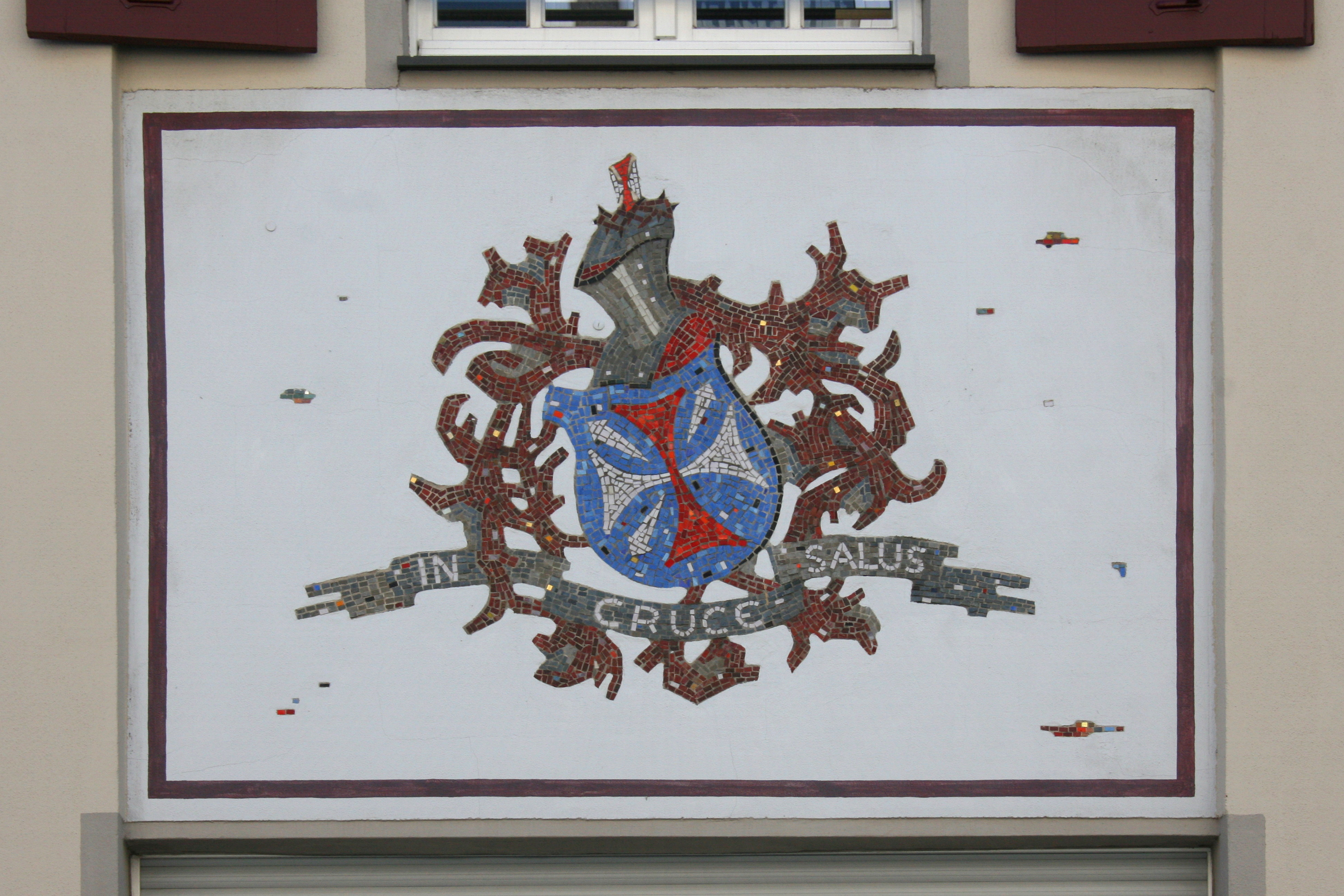
Armes de l'ordre au couvent Sainte-Ursule de Wuppertal.

Les Croisiers se dédient au ministère paroissial, à la liturgie des Heures et à diverses œuvres apostoliques.
Ils sont présents en :
- Europe : Allemagne, Autriche, Belgique, Pays-Bas.
- Amérique : Brésil, États-Unis.
- Afrique : république démocratique du Congo.
- Asie : Indonésie.

En 2011, l'institut comptait 425 religieux dont 269 prêtres dans 46 maisons.
Le généralat est installé auprès de l'église Saint-Georges-de-Vélabre à Rome, dans des locaux acquis en 1939, après l'expropriation de leur maison près de Campidoglio par Mussolini.

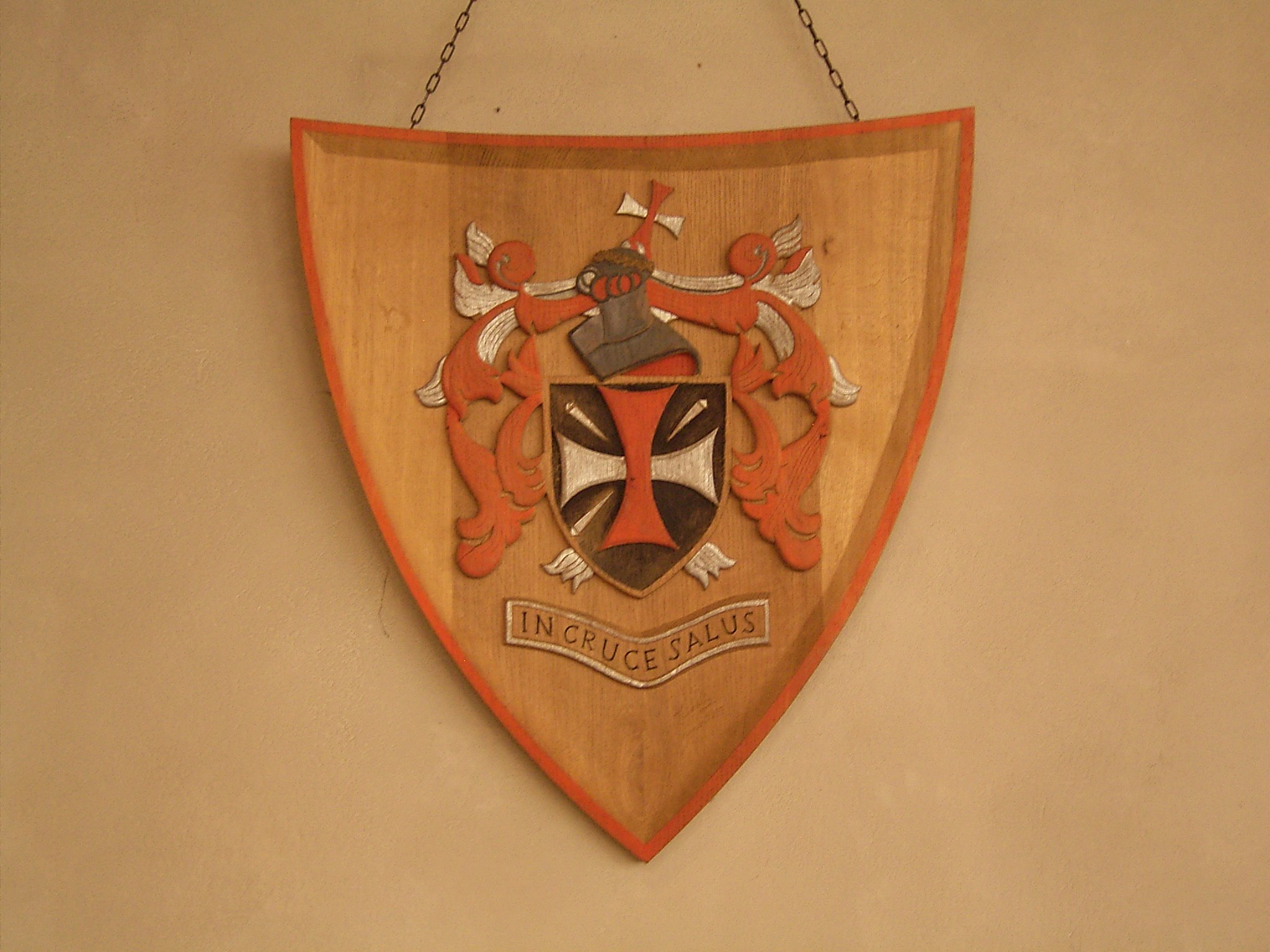
Blason des chanoines réguliers de la Sainte-Croix à l'église conventuelle de Beyenburg (Wuppertal).

L'actuel et 57e maître est Mgr Glen Lewandowski, d'origine polono-américaine, premier maître non européen à être élu depuis la fondation de l'ordre.
La maison généralice est à Rome, 19 via del Velabro. Les chanoines ont la charge de l'église Saint-Georges-de-Vélabre.
L'ordre est divisé en quatre provinces :
- Sainte Odile (États-Unis), provincialat à Phoenix
- Sang Kristus (Indonésie), provincialat à Bandoeng
- Bienheureux Théodore de Celles (Europe), provincialat à Cuijk (Pays-Bas), au couvent Sainte-Agathe
- Senhor Bom Jesus (Brésil), provincialat à Belo Horizonte
- et une région: Martyrs de Bondo (Congo).

## Habit

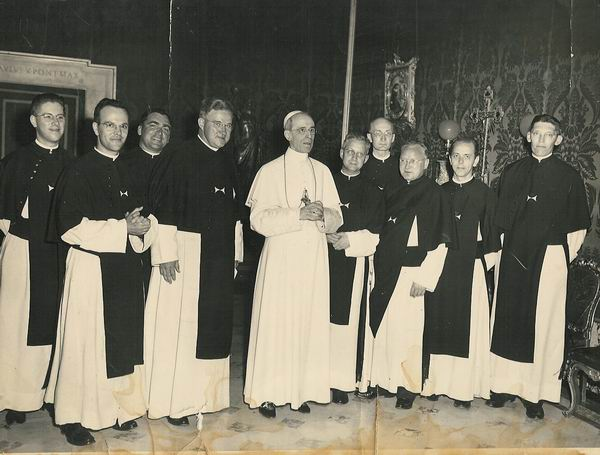
Croisiers américains en audience avec le pape Pie XII en juillet 1949 à l'occasion de leur chapitre général tenu à Uden en Hollande (recherches dans les archives de sa communauté par le croisier Jim Moeglein à Onamia).

À leur fondation, les chanoines de Sainte-Croix choisissent un habit de laine blanche, un scapulaire d'abord gris puis noir avec capuchon et un manteau noir. À hauteur de la poitrine est cousue une croix pattée rouge et blanche, symbole du sang et de l'eau qui ont coulé de la poitrine du Christ après le coup de lance asséné au Crucifié par un soldat romain. Cette croix est également cousue sur le manteau à hauteur de la poitrine.
Au XVIIIe siècle, les chanoines portent toujours un habit blanc et un scapulaire noir, chargé sur la poitrine d’une croix rouge et blanche ; lorsqu’ils sont au chœur, ils ont, l’été un surplis avec une aumusse noire et lorsqu’ils vont en ville, ils mettent un manteau noir comme les ecclésiastiques.
Depuis le XVIe siècle, les maîtres ont l'usage des pontificaux. Comme les évêques, ils portent au chœur la mosette violette et la croix pectorale.
Les Croisiers n'ont pas abandonné leur habit religieux et le conservent toujours actuellement.

## Armoiries
L'ordre de la Sainte-Croix porte « d’azur à une croix pattée de gueules et d’argent, l’écu surmonté d’une couronne d’épines, d’une mitre et d’une crosse ».
Les armes du maître sont timbrées d'un chapeau de pourpre duquel pendent de chaque côté des cordons de gueules à six houppes de même. (en) Armes de Mgr Glen Lewandowski

## Prieuré en France: Saint-Ursin
Disparu du sol français depuis la fin du XVIIIe siècle, l'ordre des Croisiers est l'un des plus défavorisés quant à la documentation pouvant éclairer l'histoire de ses chanoines et il est difficile de découvrir un original qui remonte à la création d'un des établissements en France.
C'est le cas de l'unique prieuré des chanoines réguliers de la Sainte-Croix implanté jadis dans le Maine : le prieuré de Saint-Ursin, situé en bordure de la forêt de Monnaie à Lignères-la-Doucelle, aujourd'hui Lignières-Orgères dans la Mayenne. L'histoire écrite des frères Croisiers de Saint-Ursin, guérisseur du corps et de l'âme, commence en 1302.
Au début du XIVe siècle, Guillaume de Doucelles, exécuteur testamentaire de Guy VIII de Laval en 1295, souhaitait fonder un prieuré à Saint-Ursin. « Moyennant une rente de 20 sols, assise en bon lieu près du Mans », il put obtenir « le domaine de Saint-Ursin avec toutes ses dépendances », avec le consentement de Robert de Clinchamp (1298-1309), évêque du Mans, le 10 septembre 1302. Il appela les religieux de Sainte-Croix de Caen qui vinrent s'établir sur le domaine peu de temps après son acquisition. Guillaume leur donna la maladrerie de Couptrain « avec tous usages en la forêt de la Monnaie, branche volée et arbres morts, droits de pacage en la forêt pour leurs bêtes de la mi-janvier à la mi-avril, ainsi que trois chênes annuels ». En contrepartie, les moines devaient « chanter dans leur chapelle trois jours par semaine une messe pour la rémission de l'âme du bienfaiteur ». Ils jouissaient du « droit de coustume, estalage, persage de tonneaux et autres vaisseaux, tant cidre que vin, au jour et feste de Saint-Ursin (11 juin) et en toute assemblée qui s'y pourraient tenir ». Leur dotation leur fut assurée en 1308 et confirmée, le 26 septembre 1362, dans le testament de la fille de Guillaume, Tiphaine de Doucelle.
Les Croisiers prenaient parfois en charge des maladreries et léproseries ; il en était ainsi au prieuré de Saint-Ursin, qui jouissait d'une exceptionnelle faveur de la nature : sous le chevet droit de sa chapelle, remplaçant sans doute l'enclos d'un antique sanctuaire païen, jaillit une abondante source minérale aux vertus curatives reconnues depuis la nuit des temps.Au début du XXe siècle, la chapelle -bâtie au XVe siècle- servait, depuis longtemps déjà, de fenil et d'étable. Seul son chevet, percé de « deux fenêtres géminées dans le style ogival du commencement du XIVe siècle ». La chapelle, effondrée depuis la nuit de Nöel 1929, abritait les statues des saints médecins Côme et Damien, appelés les « saints anargyres » parce qu'ils donnaient gratuitement les soins.
Les Croisiers du prieuré, médecins ou infirmiers, s'inspiraient de leur exemple, selon le principe évangélique : « Gratis date » (Donnez gratuitement). On descendait les quelques marches du petit bassin aménagé au pied de la chapelle où bouillonnaient les eaux bienfaisantes sous un arc médiéval.
En 1434, le prieuré reçut des lettres de sauvegarde des Anglais. Pendant les guerres de religion, il subit le pillage des huguenots, mais il était encore prospère au XVIe siècle et pendant la première moitié du XVIIe siècle.
Après la suppression de l'ordre en France, les bâtiments furent vendus comme Biens nationaux, le 7 février 1791.

## Autre prieuré en France: Buzançais
Un petit monastaire de l’ordre de Saincte Croix, 1567 (Nicolay, Description générale de Berry, p. 146) ; Les Croisiers de Buzançois, fondés en l’année 1418, 1720 (Archives Départementales du Cher-J 1199, fol. 84) ; Le Couvent des Croisiers de Buzançais, fondés en l’année 1418, 5 septembre 1766 (Archives Départementales du Cher-2 F 147, fol. 89).
Ce prieuré prit aussi le nom de Prieuré Sainte-Croix de Buzançais.